# Großer Karaman
Der  Große Karaman  (russisch Большой Караман) ist ein linker Nebenfluss der Wolga in der Oblast Saratow im europäischen Teil Russlands.

## Geographie
Der Fluss hat eine Länge zwischen 198 und 220 Kilometern, abhängig von der Jahreszeit. In den Sommermonaten trocknet zumeist ein Teil des oberen Flusslaufes vollständig aus. Die Quelle des Flusses liegt nahe dem Dorf Perwomaiskoje im Obschtschi Syrt, der Wasserscheide zwischen Wolga und Ural.
Der Fluss fließt vorwiegend in westliche Richtungen durch landwirtschaftlich genutztes Gebiet, ehe er einige Kilometer vor seiner Mündung nach Norden abbiegt. In der Nähe von Marx fließt der Große Karaman in die Wolga.